# Polanica-Zdrój
Polanica-Zdrój este un oraș în Polonia.

## Clasamente internaționale
- www.polanicazdroj.pl